# 杀戮战场 (游戏)
《杀戮战场》是一款由东星软件公司制作，Jaleco发行的游戏。游戏于1984年在街机发行，后移植至FC游戏机。2007年6月12日，FC游戏机版本在Wii虚拟平台发行。
玩家控制着一个类似飞碟的物体在一个未来战场中战斗。该物体能够射击并吸附敌方部队。玩家同时可以派遣自己的部队进行战斗。
游戏使用理查德·瓦格纳的女武神的骑行作为背景音乐。